# Templari u Hrvatskoj
Templari se pojavljuju u Hrvatskoj sredinom 12. stoljeća, a glavni zadatak bio im je pružanje utočišta kršćanskim hodočasnicima na putu prema Svetoj zemlji. Nije poznato gdje su i kada dobili prve posjede. Hrvatsko-ugarski kralj Stjepan III. (1162. – 1172.) potvrdio je templarima posjed Zdelu na sjeverozapadnim obroncima Bilogore koji im je prthodno darovao bosanski ban Borić koji je imao obiteljske posjede u Slavoniji. Kralj Stjepan III. potvrdio je templarima i posjed Haco, a darovao im je i Vranu blizu Biograda.
Stjepanov brat i nasljednik, kralj Bela III. (1172. – 1196.) potvrdio je templarima selo Glogovnicu, a dobili su inicijativom zagrebačkog biskupa Prodana i Novu Ves u današnjem Zagrebu. Uz potvrde ranijih darovnica, Bela III. je dodijelio templarima grad Senj s crkvom sv. Jurja. Belin stariji sin i nasljednik Emerik (1196. – 1204.) štitio je templare, oslobodio ih davanja i dao im privilegije. Njegov brat i nasljednik, kralj Andrija II. (1205. – 1235.) darovao je templarima zemlju sv. Martina te je 1209. godine obnovio očeve privilegije dane templarskom viteškom redu. Također, dodijelio im je posjede Ljesnicu, Račešu, kao i zemlje u Vodici i Gorici. Budući da se njegov otac Bela III. zavjetovao da će ići na križarski pohod, a za života nije ispunio taj zavjet, obaveza je prenijeta na mlađeg sina Andriju koji je 1217. godine krenuo na križarski pohod u Svetu zemlju kako bi ispunio očevo obećanje. Iste godine, darovao je templarima tvrđavu Klis i postavio templarskog poglavara u Ugarskoj i Hrvatskoj, Poncija od Križa za namjesnika Hrvatske i Dalmacije.
Po povratku iz križarskog rata, Andrija II. darovao je 1219. godine templarima zemlju Gacku, a kada se knez Domald domogao utvrde Klis, Andrija II. je kompezirao gubitak templarima darujući im utvrdu Šibenik.
Kada su 1260. godine krčki knezovi dobili od kralja Bele IV. (1235. – 1270.) grad Senj, templari su 1269. godine u zamjenu dobili županiju Dubicu. Nakon što je 1312. godine ukinut templarski red, većina njihovih posjeda pripala je ivanovcima.

## Organizacija templarskog reda
Na čelu templarskog reda bio je meštar koji je upravljao Ugarskom i Hrvatskom (magister per Ungariam et Sclavoniam) i bio podređen velikom meštru templarskog reda. Templarski vitezovi živjeli su u malim skupinama zajedno s ostalim templarskim službenicima u kućama (domus), sjedištima preceptorata. Osim vitezova i svećenika, bilo je poslužitelja i sluga, osobito za uzgoj konja. Među templarskom braćom bilo je vrlo malo domaćih ljudi, a većinu su činili francuski vitezovi. Najvažnija sjedišta templarskih preceptorata u Hrvatskoj bila su u Vrani, Gori, Senju, Glogovnici, Svetom Martinu kraj Dugog Sela, Našicama, Novoj Rači, Dubici i Novoj Vesi.

## Moderne templarske udruge
U današnjoj Hrvatskoj postoji nekoliko udruga koji sebe nazivaju templarima ili vitezovima templarima. Međutim, niti jedna od njih sebe ne smatra direktnim nasljednikom izvornih templara već da su samo njima inspirirani, te da slijede njihove moralne i etičke standarde i vrijednosti. 
U Registru udruga Republike Hrvatske upisani su:
- O.S.M.T.H. Veliki priorat hrvatski, osnovan 2004. godine i sa sjedništem u Karlovcu. Veliki prior je Tomislav Hauptfeld.[8]
- O.S.M.T.H. Veliki priorat Republike Hrvatske, osnovan 2006. godine i sa sjedništem u Zagrebu, pripada međunarodnom redu OSMTH. Veliki prior je Dejan Sedlaček.[9]
- Templarski viteški red Hrvatske Sv. Bernarda i Marije Magdalene, osnovan 2007. godine i sa sjedništem u Zagrebu, pripada međunarodnom redu Škotskih vitezova templara SMOTJ.[10] Prior je Valentino Rajković.
- Hrvatski viteški red templara – OSMTHU Veliki priorat, osnovan 2009. godine i sa sjedništem u Zagrebu, pripada međunarodnom redu OSMTHU.[11] Veliki prior je Lovro Tomašinec.
- Templarski red Sv. Marije, osnovan 2011. godine i sa sjedništem u Velikoj Gorici.[12] Prior je Ranko Skansi.
- Regularni viteški red templara O.S.M.T.J. – Veliki priorat Hrvatske, osnovan 2018. godine i sa sjedništem u Zagrebu, pripada međunarodnom redu OSMTJ. Veliki prior je Ivan Lovrić.
- Udruga neovisnog kršćanskog i ratničkog Viteškog reda templara od Samarije – Veliki priorat, osnovana 2019. godine i sa sjedništem u Zagrebu. Veliki prior je Miran Škerl.